# 산리쿠 철도 기타리아스선
산리쿠 철도 기타리아스 선(일본어: 三陸鉄道北リアス線)은 이와테현 미야코시의 미야코역과 같은 현 구지시의 구지 역을 잇는 산리쿠 철도의 철도 노선이다.
게센누마 선·오후나토 선·산리쿠 철도 미나미리아스 선·야마다 선·하치노헤 선과 함께 산리쿠 종관선을 구성한다. 태평양에 접한 산리쿠 해안을 달리고 있지만 대부분이 터널이라 바다가 보이는 곳은 역 근처정도이다. 노선의 이름과는 달리, 이곳의 해안은 리아스식 해안이 아닌 해안 사구 지대이다.

## 운행 형태
2011년 3월 11일의 도호쿠 지방 태평양 해역 지진의 영향으로 전 구간이 불통 상태였지만, 2012년에 와서 많은 구간이 복구되었고, 현재 미야코 - 오모토 구간과 다노하타 - 구지 구간에 되돌림 운행을 하고 있다.
지진 전에는 미야코 - 구지 구간을 왕복하는 보통열차를 중심으로 야마다 선과 미나미리아스 선을 경유해 사카리역까지 운행하는 열차가 1일 1왕복 설정되어 있었다. 계절에 따라서 레트로 열차나 좌식 열차인 '산리쿠 시오카제'(일본어: さんりくしおかぜ)가 운행되기도 했다. 리아스 시 라이너나 '산리쿠 트레인 기타야마자키'등 JR선에 직통하는 임시열차도 설정되어 있었다.

## 역사
개정 철도부설법 별표 제6호가 규정하는 예정선 '이와테 현 구지에서 오모토를 거쳐 미야코에 이르는 노선'(일본어: 岩手県久慈ヨリ小本ヲ経テ宮古ニ至ル鉄道)으로, 미야코 - 다로 구간은 1972년에 일본국유철도(국철) 미야코 선(일본어: 宮古線)으로, 후다이 - 구지 구간은 1975년에 국철 구지 선(일본어: 久慈線)으로 각각 개통되었다. 그러나 국철 재건법에 의해 기존의 구간이 제1차 특정지방교통선으로 지정되어 일본철도건설공단이 건설중이던 다로 - 후다이 구간인 공사가 중단되었지만 이와테현등이 중심으로 설립한 제3섹터 방식의 회사 산리쿠 철도가 기존 구간을 포함해 인계받기로 하면서 공사가 재개되었고 1984년 4월 1일 미야코 선과 구지 선이 산리쿠 철도로 양도되며 공사 구간이 동시에 개통되었고, 기타리아스 선으로서 개통되었다.
또한 동일본 여객철도(JR 동일본)의 이와이즈미 선은 본래 이 노선의 오모토에 접속할 예정이었던 노선으로, 과거에는 오모토 선으로 불렸으며 이와이즈미 - 오모토 구간에 국철 버스가 운행(지금은 이와이즈미 자동차 운송과 이와테 현 북 자동차가 운행중이다)되었지만, 결국 착공되지는 못했다.

### 미야코 선
- 1972년 2월 27일 : 미야코 선으로서 미야코 - 다로(12.8km) 구간이 개통, 여객 영업을 실시했다. 이치노와타리 역과 사바네 역·다로 역이 개업했다.
- 1981년 9월 18일 : 제1차 특정지방교통선으로 지정되어 폐지가 승인되었다.
- 1984년 4월 1일 : 일본국유철도로부터 산리쿠 철도로 전환되었다.

### 구지 선
- 1975년 7월 20일 : 구지 선으로서 구지 - 후다이 구간이 게통, 여객 영업을 실시했다. 리쿠추우베 역·리쿠추노다 역·노다타마가와 역·호리나이 역·후다이 역이 개업했다.
- 1981년 9월 18일 : 제1차 특정지방교통선으로 지정되어 폐지가 승인되었다.
- 1984년 4월 1일 : 일본국유철도로부터 산리쿠 철도로 전환되었다.

### 기타리아스 선
- 1984년
  - 4월 1일 : 산리쿠 철도 기타리아스 선으로서 미야코 - 구지 구간(71.0km)가 일본국유철도로부터 전환되어 개업했다. 다로 - 후다이 구간(32.2km)가 연장 개통되었다. 셋타이 역·오모토 역·시마노코시 역·다노하타 역이 개업했다.
  - 12월 22일 : 시라이카이간 역이 개업했다.
- 1986년 7월 26일 : 노다타마가와 - 리쿠추노다 구간에 도부가우라 임시역이 설치되었다. 1994년까지 여름에만 영업하였다.
- 2010년 10월 16일 : 다이어 개정으로 야마구치단치 역이 개업했다.
- 2011년
  - 3월 11일 : 도호쿠 지방 태평양 해역 지진으로 인해 전 구간이 불통 상태가 되었다. 쓰나미로 시마노코시 역이 소실되었다.
  - 3월 16일 : 리쿠추노다 - 구지 구간이 영업을 재개했다. 동시에 부흥 지원 열차가 운전을 개시했다. 3월 31일까지 무료로 운행했다.
  - 3월 20일 : 미야코 - 다로 구간이 영업을 재개했다.
  - 3월 29일 : 다로 - 오모토 구간이 영업을 재개했다.
- 2012년 4월 1일 : 다노하타 - 리쿠추노다 구간이 영업을 재개했다. 이로써 영업이 재개되지 않은 역은 시마노코시 역만 남게 되었다.
- 2014년 4월 6일 : 오모토 - 다노하타 구간을 마지막으로 전 구간이 영업재개에 들어간다.

## 역 목록
모든 역이 이와테현에 위치한다.
- 선로 : 전 구간이 단선이며 ◇는 교행 가능, ｜은 교행 불가능을 뜻한다.
- 2014년 4월 5일부터 오모토~다노하타 구간이 영업재개에 들어간다. 이로써 기타리아스 선의 모든 구간이 정상 영업에 들어간다.

| 역명             | 일본어 역명  | 선로 | 접속 노선                      | 역간 거리 | 영업 거리       | 소재지          | 소재지          |      |
| ---------------- | ------------ | ---- | ------------------------------ | --------- | --------------- | --------------- | --------------- | ---- |
| 미야코           | 宮古         | ｜   | 야마다 선                      | 0.0       | 0.0             | 미야코시        | 미야코시        |      |
| 야마구치단치     | 山口団地     | ｜   |                                | 1.6       | 1.6             | 미야코시        | 미야코시        |      |
| 이치노와타리     | 一の渡       | ◇    | 4.6                            | 6.2       |                 | 미야코시        | 미야코시        |      |
| 사바네           | 佐羽根       | ｜   | 2.9                            | 9.1       |                 | 미야코시        | 미야코시        |      |
| 다로             | 田老         | ◇    | 3.6                            | 12.7      |                 | 미야코시        | 미야코시        |      |
| 셋타이           | 摂待         | ｜   | 8.8                            | 21.5      |                 | 미야코시        | 미야코시        |      |
| 오모토           | 小本         | ◇    | 3.6                            | 25.1      | 시모헤이군      | 이와이즈미정    |                 |      |
| 시마노코시       | 島越         | ｜   | 8.3                            | 33.4      | 시모헤이군      | 다노하타촌      |                 |      |
| 다노하타         | 田野畑       | ◇    | 2.2                            | 35.6      | 시모헤이군      | 다노하타촌      |                 |      |
| 후다이           | 普代         | ◇    | 9.3                            | 44.9      | 시모헤이군      | 후다이촌        |                 |      |
| 시라이카이간     | 白井海岸     | ｜   | 3.4                            | 48.3      | 시모헤이군      | 후다이촌        |                 |      |
| 호리나이         | 堀内         | ｜   | 3.1                            | 51.4      | 시모헤이군      | 후다이촌        |                 |      |
| 노다타마가와     | 野田玉川     | ◇    | 4.5                            | 55.9      | 구노헤군 노다촌 | 구노헤군 노다촌 | 구노헤군 노다촌 |      |
| 도후가우라카이간 | 十府ヶ浦海岸 | ｜   | 2017년 3월 25일 영업 개시 예정 | 1.7       | 구노헤군 노다촌 | 구노헤군 노다촌 | 구노헤군 노다촌 | 57.6 |
| 리쿠추노다       | 陸中野田     | ◇    |                                | 2.3       | 구노헤군 노다촌 | 구노헤군 노다촌 | 구노헤군 노다촌 | 59.9 |
| 리쿠추우베       | 陸中宇部     | ｜   | 3.4                            | 63.3      | 구지시          | 구지시          |                 |      |
| 구지             | 久慈         | ｜   | 하치노헤 선                    | 7.7       | 구지시          | 구지시          | 71.0            |      |

## 같이 보기
- 호쿠리쿠 터널 화재 사고 - 차량 연소 실험을 미야코 선에서 했다.
- 우니 벤토 - 산리쿠 철도의 명물 에키벤
- 아마짱